# Caja rompecabezas

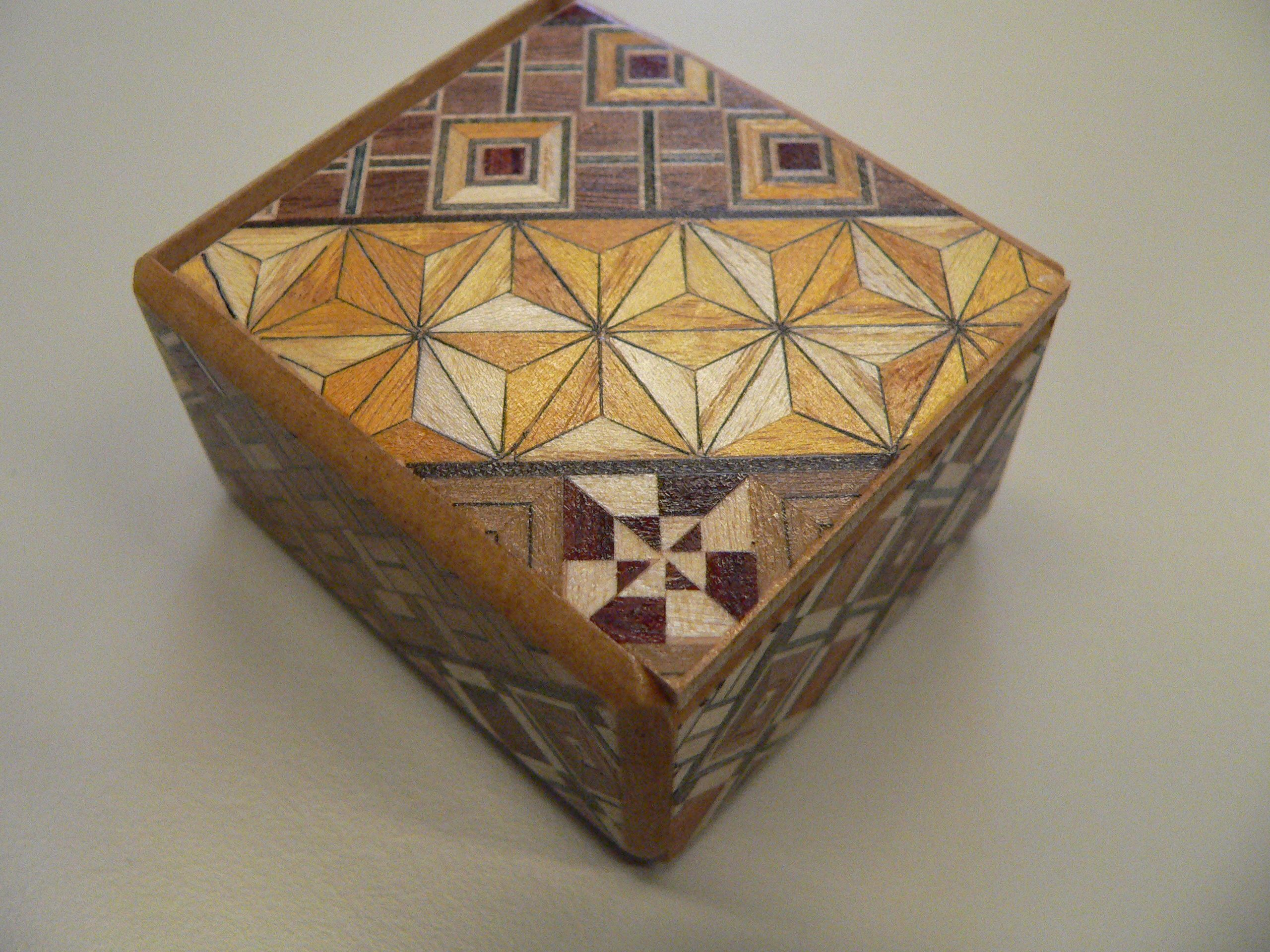
Caja de rompecabezas japonesa cerrada

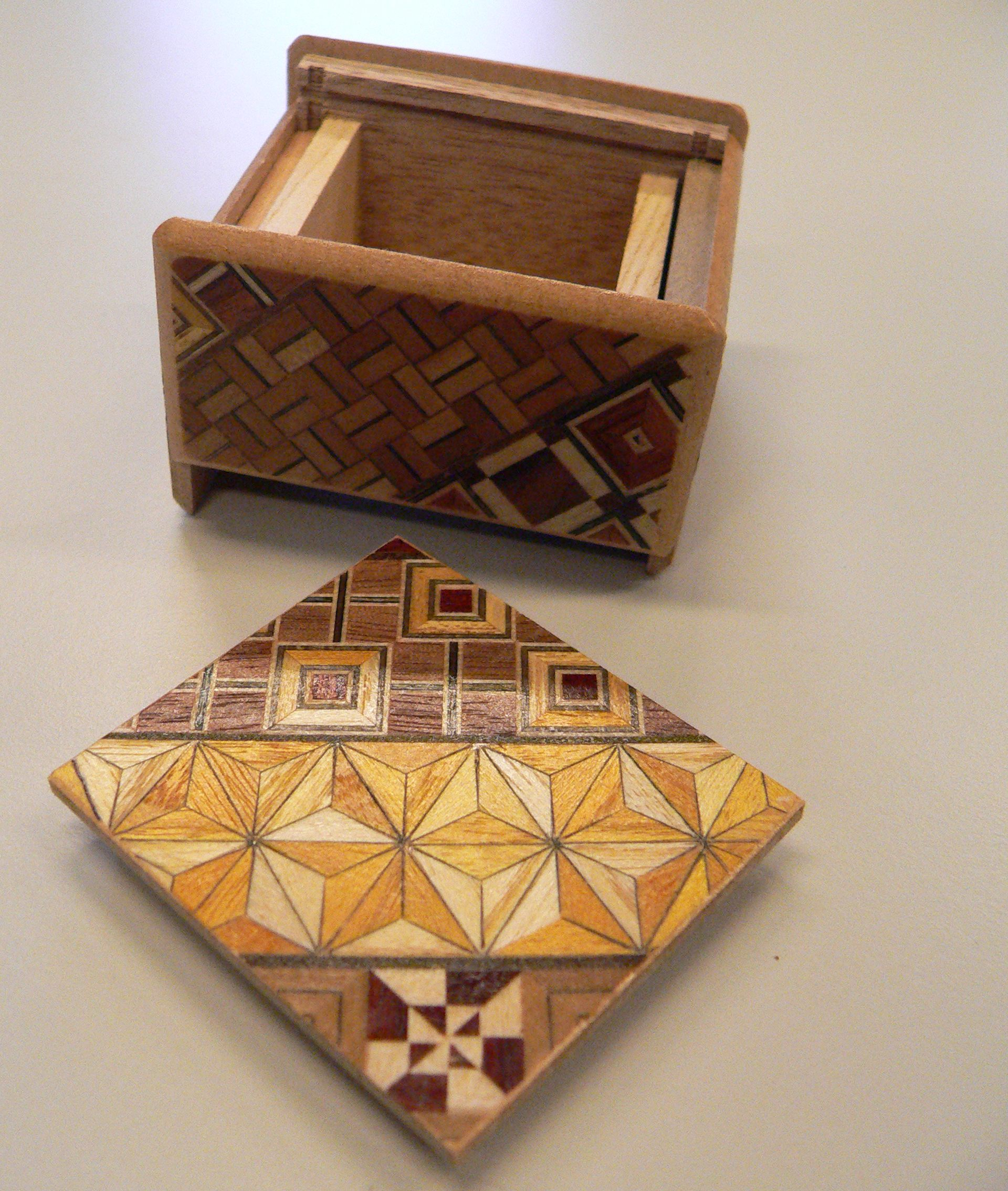
Caja de rompecabezas japonesa abierta

Una caja de rompecabezas (también llamada caja secreta o caja de trucos) es una caja que solo se puede abrir resolviendo un rompecabezas. Algunos sólo requieren un simple movimiento y otros una serie de descubrimientos.
Las cajas-rompecabezas modernas se desarrollaron a partir de muebles y cajas de joyería con compartimentos secretos y aberturas ocultas, conocidas desde el Renacimiento. Las cajas de rompecabezas producidas para entretenimiento aparecieron por primera vez en la Inglaterra victoriana en el siglo XIX y como recuerdos turísticos en la región de Interlaken en Suiza y en la región de Hakone en Japón a fines del siglo XIX y principios del siglo XX. 
Las cajas con aperturas secretas aparecieron como souvenirs en otros destinos turísticos durante el comienzo del siglo XX, incluida la Costa Amalfi, Madeira y Sri Lanka, aunque en su mayoría eran tradiciones de "un solo truco". 
Las cajas de cricket chinas representan otro ejemplo de cajas intrincadas con aberturas secretas.
El interés por las cajas de rompecabezas disminuyó durante y después de las dos guerras mundiales. El arte fue revivido en la década de 1980 por tres pioneros de este género: Akio Kamei en Japón, Trevor Wood en Inglaterra y Frank Chambers en Irlanda. En la actualidad, hay varios artistas que producen cajas de rompecabezas, incluido el grupo Karakuri en Japón creado por Akio Kamei, los especialistas en cajas rompecabezas estadounidenses Robert Yarger y Kagen Sound, así como varios otros diseñadores y fabricantes de rompecabezas que producen cajas rompecabezas en todo el mundo.
La novela de terror de Clive Barker, The Hellbound Heart (posteriormente adaptada a una película, Hellraiser, seguida de numerosas secuelas originales), se centra en la ficticia caja de Lemarchand, una caja rompecabezas que abre las puertas a otra dimensión cuando se manipula.